# Source Code
Source Code è un film del 2011 diretto da Duncan Jones, con interpreti principali Jake Gyllenhaal, Michelle Monaghan e Vera Farmiga.

## Trama
Colter Stevens, capitano e pilota di elicotteri dell'aeronautica statunitense, si sveglia su un treno in viaggio verso Chicago con molti pendolari a bordo. L'ultima cosa che ricorda è che, poco prima, stava volando mentre si trovava in missione in Afghanistan. Scopre che alle altre persone sul treno, tra cui Christina Warren, la ragazza seduta davanti a lui, appare come Sean Fentress, un insegnante che aveva promesso a Christina di prendere un caffè insieme quella mattina. Mentre cerca di capire cosa gli sia successo, sul treno si verifica una grossa esplosione, a causa di una bomba collocata sul treno stesso, che fa deragliare il convoglio ed uccide tutti i passeggeri.
Stevens riprende conoscenza all'interno di una capsula da cui non può uscire. Poco dopo si ritrova nuovamente a bordo del treno che salta in aria; ritornato nella capsula, attraverso uno schermo, inizia a parlargli una donna, che riconosce essere il capitano dell'aeronautica Colleen Goodwin. Dopo un terzo spostamento tra il treno e la capsula, Stevens si arrabbia e chiede spiegazioni: gli viene detto che si sta facendo uso su di lui del "codice sorgente" (Source Code), un dispositivo sperimentale creato dal dottor Rutledge, uno scienziato che lavora per l'unità militare Beleaguered Castle, che permette ai propri utilizzatori di vivere gli ultimi otto minuti della vita di un'altra persona all'interno di una linea temporale alternativa. Questo dispositivo è stato realizzato grazie al fatto che il cervello umano dopo la morte mantiene gli impulsi elettromagnetici residui per un breve lasso di tempo e registra una traccia di memoria a breve termine che va a ritroso di circa otto minuti: fino a quando i circuiti cerebrali sono ancora attivi, si riesce ad accedere a questi dati e a ripercorrere ciò che la persona deceduta ha vissuto in tale frangente. A Stevens viene quindi spiegata qual è la sua missione: utilizzare il Source Code per scoprire l'ubicazione della bomba a bordo del treno e individuare l'attentatore che l'ha fatta esplodere. La Goodwin spiega che l'attentato sul treno è avvenuto quella mattina e rappresentava un avvertimento da parte dell'ideatore di un altro attentato, molto più ampio, che potrebbe causare la morte di due milioni di persone: l'esplosione di un ordigno nucleare nel centro di Chicago. In teoria le sue azioni non possono cambiare il passato e salvare la vita delle persone a bordo del treno, in quanto viene detto che la dimensione alternativa prodotta dal Source Code non esiste nella realtà vera e propria e non può avere alcuna influenza su di essa; tuttavia Stevens, identificando l'attentatore tramite la realtà alternativa, potrà fare in modo che venga bloccato nel mondo reale prima che provochi la morte di altri cittadini innocenti. È stato scelto di fargli utilizzare le sembianze di Sean Fentress in quanto, tra i passeggeri del treno rimasti uccisi, era quello che più gli assomigliava fisicamente, caratterialmente ed in termini di costituzione cerebrale.
Stevens entra nel codice sorgente più volte, continuando ad indagare e scartare i passeggeri tra i quali ritiene si trovi l'attentatore, scoprendo che la bomba era stata collocata in uno dei bagni, innamorandosi pian piano di Christina e tornando nella capsula ogni volta che, nella linea del tempo alternativa, si ritrova a morire per l'esplosione della bomba dopo otto minuti o per altri motivi. Nel corso di questi "salti" viene a sapere che l'attentato al treno, in realtà, si è verificato due mesi dopo un grave incidente in cui la sua unità militare era rimasta coinvolta e che aveva portato alla sua morte; richiede quindi una spiegazione alla Goodwin, che è costretta a rivelargli che lui era effettivamente deceduto durante la missione in Afghanistan, che i resti del suo corpo si trovano in un impianto presso una sede militare e che, da allora, la sua mente è mantenuta attiva tramite il collegamento con un sistema informatico, lo stesso con cui loro stanno comunicando. La cabina dentro cui Stevens si trova è solo un elemento prodotto dalla sua mente. Stevens allora fa un patto con la Goodwin e Rutledge: completerà la missione, ma desidera che, alla sua conclusione, i sistemi che tengono in vita il suo cervello vengano definitivamente disattivati.
Nel penultimo ingresso nel Source Code, Colter riesce a individuare e a inseguire l'attentatore, tale Derek Frost, trovando anche il dispositivo nucleare che Derek ha progettato, ma viene da esso ucciso nella dimensione alternativa. Una volta tornato nella capsula, dopo aver riferito l'identità del terrorista, essendosi convinto che quella generata dal Source Code non sia solo una simulazione, chiede di tornare per un'ultima volta a bordo del treno prima che venga disattivato il suo supporto vitale. Rutledge è fermamente contrario e ordina di azzerare la memoria di Colter per continuare a sfruttarlo in futuro per nuove operazioni, mentre la Goodwin ha preso a cuore la situazione del protagonista e decide di accontentarlo. Colter torna quindi sul treno, dove disinnesca la bomba e riesce ad ammanettare e denunciare l'attentatore, in modo che possa essere consegnato alle autorità. Si fa quindi prestare un cellulare da un passeggero e lo usa per chiamare suo padre fingendosi un commilitone di sé stesso che gli porge le condoglianze per la morte di Colter, rivelando che avrebbe voluto scusarsi con lui dato che l'ultima volta che si erano visti avevano litigato, e per inviare un messaggio alla Goodwin; infine, prima che gli otto minuti finiscano, prende Christina da parte e la bacia. Passati gli otto minuti, come promesso, la Goodwin disabilita il suo supporto vitale: una scena rivela la vera condizione del corpo di Stevens, che risulta gravemente mutilato e in stato comatoso. A bordo del treno, tuttavia, non accade nulla di particolare, e Colter comprende che i suoi sospetti erano corretti: anche se l'azione del codice sorgente è terminata, lui è rimasto nella linea temporale alternativa, dove tutto sta proseguendo senza interruzioni. Il treno arriva normalmente al capolinea di Chicago e lui e Christina cominciano a camminare insieme per la città, entrando nel Millennium Park e specchiandosi nel Cloud Gate, manufatto che Colter vedeva, unitamente al volto di Christina, in una rapida e preveggente visione che gli compariva ogni volta che si interrompeva la linea temporale alternativa allo scadere degli otto minuti (era stato ciò a fargli capire che il mondo del Source Code non si limitava agli otto minuti della simulazione).
Nella scena finale la Goodwin dell'universo alternativo riceve sul cellulare il messaggio inviato da Colter, in cui lui le rivela che, come aveva intuito, il Source Code crea non soltanto la linea del tempo del ricordo ma anche, nel caso in cui la persona di cui si vivono gli ultimi istanti di vita riesca a far trascorrere gli otto minuti senza morire, un intero universo alternativo, e quel messaggio ne è la prova (ci sono diversi particolari che conosce della donna e che ha saputo dai loro dialoghi tra un ingresso e l'altro). In quell'universo, inoltre, Colter è comunque morto in Afghanistan, ma siccome l'attentato al treno è stato sventato da Sean Fentress prima che accadesse, rendendo quindi non necessarie le indagini tramite il Source Code, il suo cadavere non è mai stato collegato al dispositivo.

## Produzione

il logo del film

Le riprese sono cominciate il 1º marzo 2010 a Montréal, in Canada, e si sono concluse il 29 aprile 2010. Alcune riprese sono state effettuate a Chicago, Illinois, in particolare al Millennium Park. La fase di montaggio è avvenuta a Los Angeles e in fase di post-produzione gli effetti speciali sono stati curati da Modus Fx, Oblique FX e Rodeo FX.
La suoneria del cellulare di Christina Warren è The One and Only di Chesney Hawkes, la stessa canzone suonata dalla sveglia di Sam Bell nel film Moon, precedente lavoro di Duncan Jones.

## Promozione
Il primo trailer è stato messo a disposizione il 20 novembre 2010. Il primo trailer in italiano è stato distribuito il 28 aprile 2011.

## Distribuzione
L'uscita nelle sale cinematografiche statunitensi è avvenuta il 1º aprile 2011 a cura della Summit Entertainment. In Italia il film è stato distribuito nelle sale il 29 aprile 2011.
Nella versione originale del film la voce del padre del protagonista è dell'attore Scott Bakula, mentre nella versione italiana è quella di Luca Biagini.